# La sale Famine de Valfunde
La Sale Famine de Valfunde, all'anagrafe Ludovic Faure (Avignone, 19 marzo 1981), è un cantautore e chitarrista francese componente del gruppo Peste Noire.
Ha composto la maggior parte dei testi delle canzoni, ispirati ad opere e tradizioni francesi. La sua voce si distingue molto da quella di altri cantanti del suo ambito, grazie al suo peculiare scream.

## Discografia

### Demo
- 2001 - Aryan Supremacy
- 2002 - Macabre Transcendance...
- 2003 - Phalènes et Pestilence - Salvatrice Averse

### Album in studio
- 2006 - La Sanie des Siècles - Panégyrique de la Dégénérescence
- 2007 - Folkfuck Folie
- 2009 - Ballade cuntre lo Anemi francor
- 2011 - L'Ordure à l'état Pur
- 2013 - Peste Noire
- 2015 - La Chaise-Dyable
- 2018 - Peste Noire – Split – Peste Noire
- 2021 - Le Retour des Pastoureaux

### Album dal vivo
- 2021 - Acoustic Live, Kiev

### EP
- 2007 - Lorraine Rehearsal
- 2023 - Antîoche - Livre I

### Raccolte
- 2007 - Mors Orbis Terrarum
- 2012 - Les Démos

### Split
- 2002 - Mémoire Païenne (Split con i Sombre Chemin)
- 2007 - Horna/Peste Noire (Split con gli Horna)
- 2014 - Rats des Villes VS Rats des Champs (Split con i Diapsiquir)

### Demo
- 2001 - Tristesse Hivernale

### Split
- 2007 - Valfunde/Amesoeurs (Split con gli Amesoeurs)